# 12324 Van Rompaey
12324 Van Rompaey eller 1992 RS3 är en asteroid i huvudbältet som upptäcktes den 2 september 1992 av den belgiske astronomen Eric W. Elst vid La Silla-observatoriet. Den är uppkallad efter Pierre Van Rompaey.